# Pole przedwzrokowe
Pole przedwzrokowe (łac. area preoptica) – w anatomii człowieka część mózgowia, zaliczana do kresomózgowia lub do podwzgórza. Jest to skupisko istoty szarej leżące bocznie do kresomózgowiowej części komory trzeciej. Jest przednim przedłużeniem wzrokowej części podwzgórza, od którego nie jest wyraźnie odgraniczone.